# Galepsus oxycephalus
Galepsus oxycephalus är en bönsyrseart som beskrevs av Gerstaecker 1883. Galepsus oxycephalus ingår i släktet Galepsus och familjen Tarachodidae. Inga underarter finns listade i Catalogue of Life.